# Koyra
Koyra (en bengali : কয়রা) est une upazila du Bangladesh dans le district de Khulna. En 1991, on y dénombrait 165 473 habitants.

## Notes et références

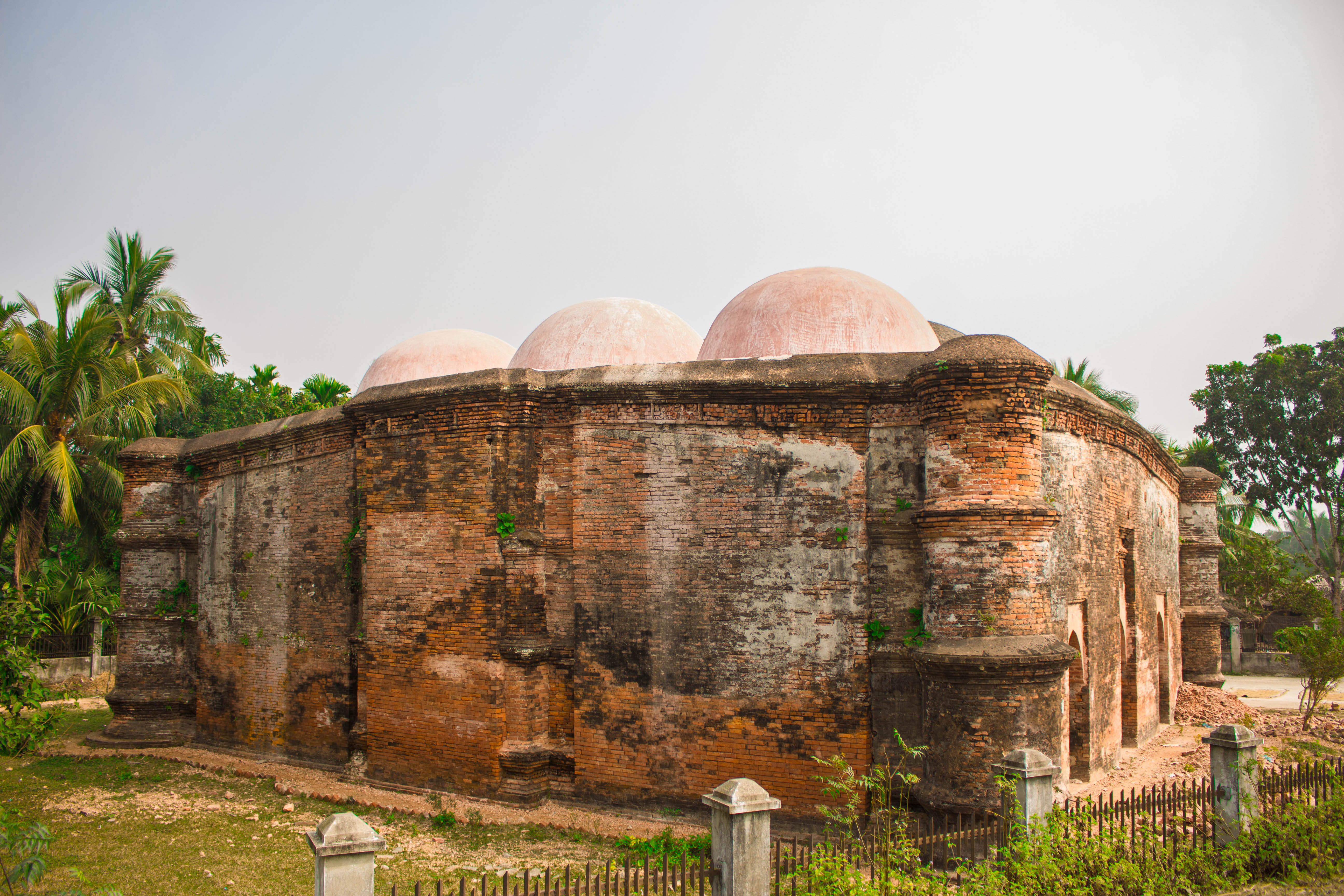
La mosquée Mosjidkur, site archéologique de Korya.